# Зденек Ян
Зденек Ян (чеськ. Zdeněk Jahn, нар. 1888 — пом. ?) — чеський футболіст, що грав на позиції нападника, футбольний тренер.

## Футбольна кар'єра
Виступав у складі празької «Славії». Грав переважно за резервну команду, в першій ж команді зіграв лише 9 матчів і забив 2 голи у період з 1908 по 1913 роки. Дворазовий володар кубка милосердя: у 1908 році у складі другої команди «Славія-В» і у 1912 році з першою командою.
У 1914 році разом з партнером по «Славії» Норбертом Заїчеком перейшов у команду «Хайдук» (Спліт), де згодом став граючим тренером. Як гравець зіграв у складі команди 9 матчів і забив 1 гол. Багато джерел вказують, що Ян формально був тренером команди і у 1915—1918 роках, хоча в цей період команда фактично не функціонувала і зіграла лише лічену кількість матчів через Першу світову війну.